# Felix Belczyk
Felix Belczyk, né le 11 août 1961 à Calgary, est un ancien skieur alpin canadien qui a notamment participé aux Jeux olympiques d'hiver de 1988 ainsi qu'à ceux de 1992.

## Palmarès

### Coupe du monde
- Meilleur résultat au classement général : 19e en 1988
  - 1 victoire : 1 super-G

### Saison par saison
- Coupe du monde 1986 :
  - Classement général : 69e
- Coupe du monde 1987 :
  - Classement général : 49e
- Coupe du monde 1988 :
  - Classement général : 19e
    - 1 victoire en super-G : Leukerbad
- Coupe du monde 1989 :
  - Classement général : 72e
- Coupe du monde 1990 :
  - Classement général : 31e
- Coupe du monde 1991 :
  - Classement général : 78e
- Coupe du monde 1992 :
  - Classement général : 58e

## Arlberg-Kandahar
- Meilleur résultat : 19e place dans la descente 1992 à Garmisch